# Wembley
Cet article concerne le quartier. Pour l'ancien stade construit en 1923, voir Stade de Wembley (1923). Pour le nouveau stade, voir Stade de Wembley.
Wembley est une banlieue du nord-ouest de Londres qui forme la partie nord du borough londonien de Brent. Elle se situe à 13 km au nord-ouest de Charing Cross, centre de Londres. Wembley a connu dans les années 2000 une importante phase de rénovation afin d'accueillir les Jeux olympiques de 2012.
Wembley est le quartier où se trouve le stade de Wembley, stade de l'équipe nationale anglaise de football, et où se déroulent également de grands rendez-vous sportifs ou musicaux. Il remplace depuis 2007 l'ancien stade de Wembley, construit en 1923 sur le site de l'ancienne tour de Watkin. Dessinée par Edward Watkin en 1890, cette tour fut proposée comme un équivalent anglais de la tour Eiffel. La construction ne fut jamais terminée à cause de problèmes de financement, puis fut démolie en 1907.
Le quartier a accueilli l'Exposition coloniale de l'Empire britannique en 1924 et 1925, le principal bâtiment survivant de cette époque est la Wembley Arena, ancienne piscine transformée en grande salle de spectacle et qui, pendant 39 ans, a accueilli le Professional World Singles Tournament de tennis. Le quartier abritait aussi depuis 1977 l'ancien Centre de conférences de Wembley (centre de conférence aussi connu pour avoir longtemps abrité les Masters de snooker), qui fut détruit en 2006.

## Toponymie
Wembley est un déviré de l’ancien anglais, Wemba étant un nom de personne et lea signifiant prairie ou clairière. Il s'agit donc de "la prairie de Wemba". Le nom a été, pour la première fois mentionné dans la charte de Selvin en 824.[Quoi ?].

## Histoire de Wembley
Wembley a été appelé ainsi pour la première fois en 825. Les Saxons, un peuple originaire du nord de l’Allemagne, occupaient cette partie de l’Angleterre. Seulement, une famille s’est établie là, et leur maison était connue sous le nom de « Wemba lea ». Les Wemba ont dégagé la forêt pendant plusieurs centaines d’années pour aménager des champs, c’est pourquoi en 1500 la partie la plus importante de Wembley était composé de champs.
Cela n’a pas beaucoup changé pendant encore environ 250 ans, quand le quartier est apparu dans une petite série de cartes de Londres par John Rocque.
Le petit ensemble de « Wembley Green » était dans le nord de Harrow Road et avait sa propre rue principale, et cette rue, datant du XVIIIe siècle, existe toujours.
En 1543, la riche famille locale des Pages a loué la majorité de Wembley à l’archevêque de Canterbury, juste avant d’être saisi par le roi Henry VIII comme un de ses établissements de la destruction du pouvoir religieux.
Deux cents ans après cela, la famille a acheté comme leur résidence principale la plus grande maison de Wembley Green appelée « Wellers », marquant les champs alentour comme une propriété privée.
Humphry Repton, un célèbre architecte de jardins, se plaisait à dire que les terres qu’il avait aménagées autour du manoir étaient un parc, et ce fut vite connu comme Wembley Park (un nom que l’on retrouve encore actuellement).
Il a aussi coupé beaucoup d’arbres seuls pour dégager la vue de Mr Page et ses invités.
En 1802 le quartier de Wembley Park a été vendu à un riche marchand de Londres nommé John Gray, de la famille Quaker, qui a amélioré et étendu la maison principale entre 1811 et 1814. Après ces changements, le terrain valait £14 000. Même après la construction de la ligne ferroviaire de Euston à Birmingham en 1837, Wembley Park reste dans la partie rurale. Cette ligne était loin des habitations, c’est pourquoi quand une station a été construite en 1844 elle fut nommée « Sudbury » (ce qui correspond maintenant à la station Wembley Central).
Durant les années 1870, une autre compagnie de train, the Metropolitan Railway, voulait construire une ligne de Baker Street à Harrow. Le révérend John Gray a vendu environ vingt hectares. La ligne de la Metropolitan ouvrit en 1880, sans arrêt à Wembley Park.

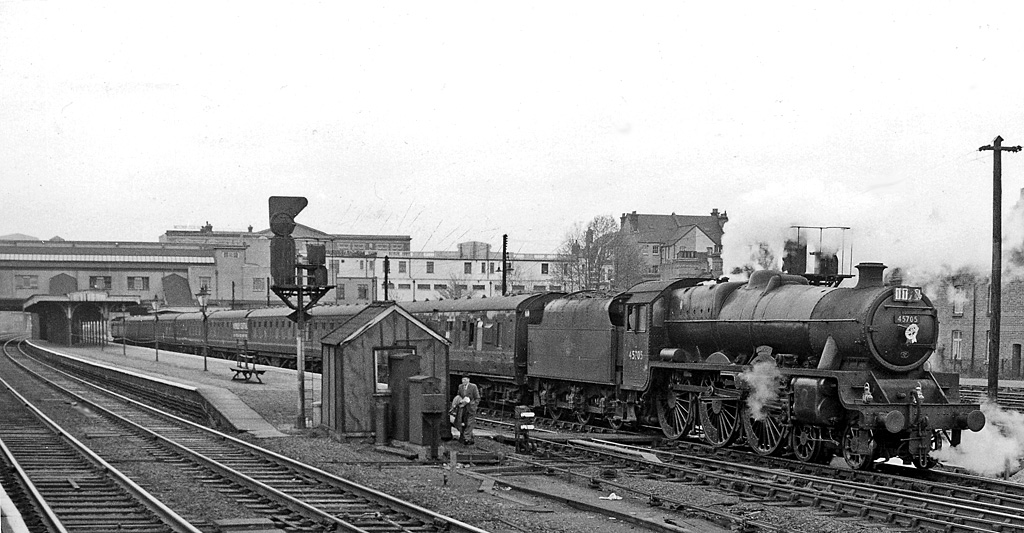
Station de train de Wembley.

John Gray aurait vu le train de chez lui passant de Harrow Road à Willesden Green. John Gray décéda en 1887 sans héritier, et, en conséquence, deux ans plus tard Wembley fut mis en vente. La propriété de 114 hectares a été achetée pour £33 000 par Sir Edward Watkin, le président de la Metropolitan Railway Company. Watkin était allé voir la tour Eiffel à Paris et avait décidé d’en construire une encore plus grande, et la plus haute colline de la propriété était l’endroit idéal. Ainsi, en mai 1894, la station de Wembley Park est ouverte pour accueillir les personnes de Londres, et plus loin sur ses terrains de jeux. Bien que la tour n’était pas encore finie, le parc offrait une variété d’équipements sportifs, des salles de rafraîchissement, un hall de musique, un kiosque dans le jardin et un lac pour faire du bateau. En 1895, cela attirait 120 000 visiteurs. 
En 1896, le premier étage de la tour ouvrit. Les visiteurs pouvaient prendre l’ascenseur jusqu’à une plateforme de 47 mètres au-dessus du sommet de la colline. La hauteur désirée de la tour était 350 mètres, cependant le travail s’est arrêté après que les fondations aient commencé à couler.
Même avant la mort de Sir Edward en 1901, il n’y avait plus assez d’argent pour continuer le projet, et on l’appelait déjà « la folie de Watkin ».

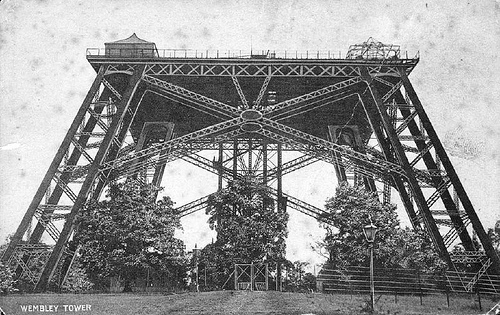
La tour inachevée de Watkin.

La démolition commença en 1904, et prit fin en septembre 1907, après que les fondations aient été extraites avec de la dynamite. La totalité des terres achetées en 1889 n’était pas utilisées pour le plaisir. Comme le montre la carte de 1895, la compagnie Metropolitan Railway a continué s’étendant au sud ouest de sa nouvelle station Wembley Park. La société a vendu les plans des terres aux alentours des routes pour y construire des habitations. Dans le début des années 1900, beaucoup de maisons de familles ont été construites pour les personnes qui voulaient vivre à côté de la campagne, avec un accès facile au centre de Londres ou à la City. Et cette partie de l’économie est devenue de plus en plus profitable, le manoir de Wembley Park a été détruit en 1908 pour laisser place à une nouvelle route appelée Manor Drive.
Bien moins populaire, Wembley Park resta ouvert et une partie des terrains de jeux ont été transformés en terrains de golf. Le parc fut finalement fermé pendant la Première Guerre mondiale. Le premier stade de Wembley date de 1923 mais fut fermé en 2000 et démoli en 2003. Le nouveau stade a été désigné par Mott MacDonald et construit par la société australienne Multiplex. Il a coûté £798 et a été ouvert en 2007.

## Diversité ethnique

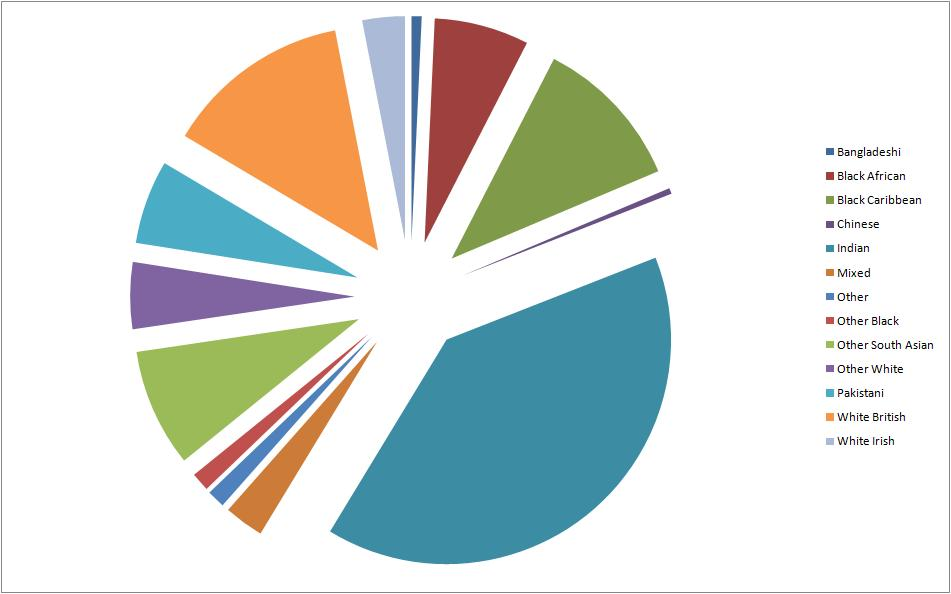
Chartres montrants les diversités ethniques à « Central Wembley » en 2001.

Wembley a un pourcentage élevé de diversité ethnique. D’après le document de 1991 (le census), 49,2% du quartier centre de Wembley est composé d’une population asiatique, et 39% d’une population indienne. Ce quartier de même que le quartier Tokyngton (eastern Wembley) et celui d’Alperton était dans le top 10 des plus diverses de Londres. En revanche, la population blanche diminue jusqu’à 21,3%, d'après le recensement de 2001, avec 78.6% de population noire ou des groupes de minorités ethniques.
La population de couleur « blanche » du centre de Wembley (population 14,727) a diminué de seulement 792 personnes (5,3% de la population) dans le recensement de 2011. Les autres quartiers autour sont remarquablement plus peuplés de blancs et moins d’Asiatiques.

## Gouvernement

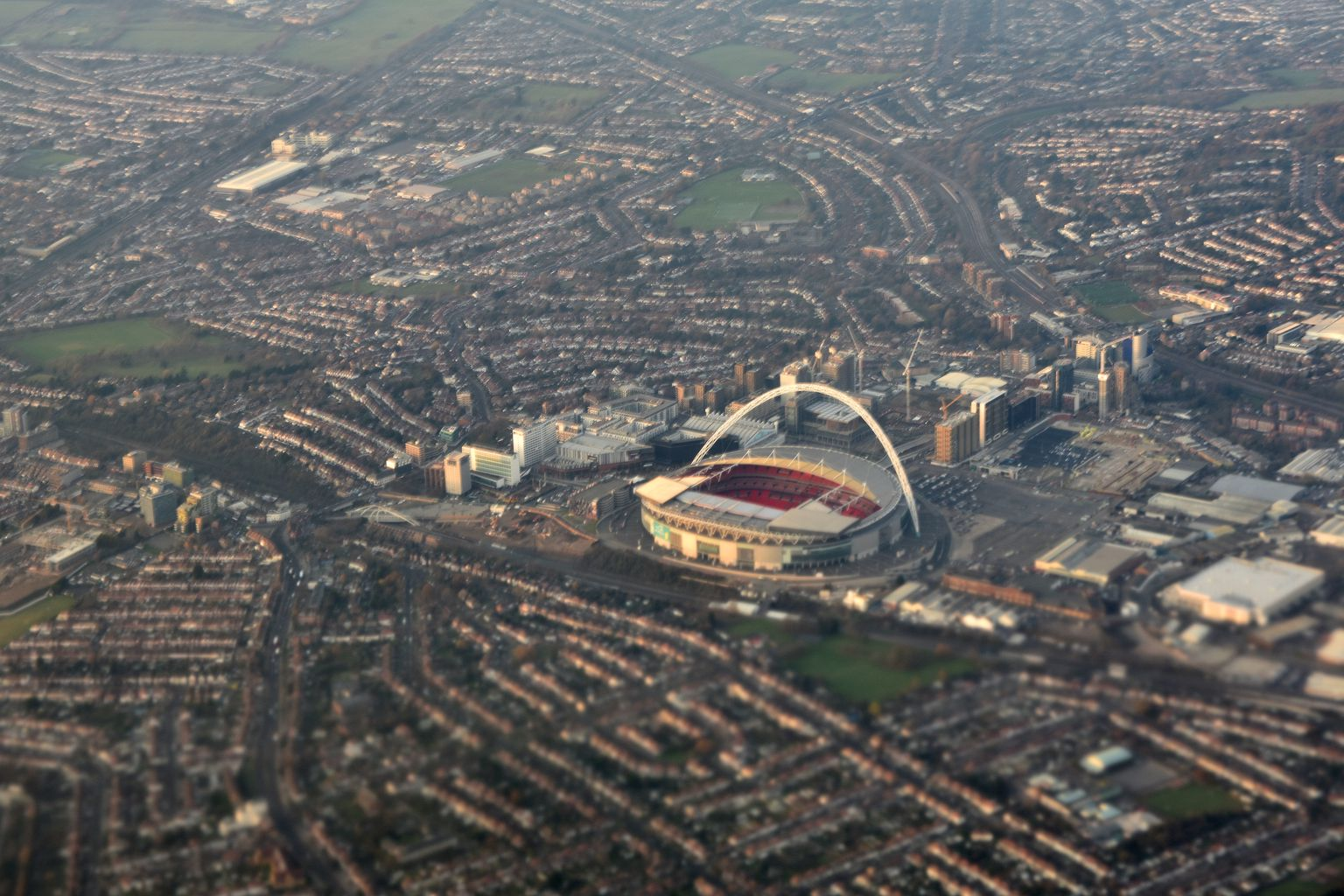
Vue aérienne de Wembley et son stade.

Wembley formait une grande partie de l’ancienne propriété de Harrow on the Hill situé dans le Gore hundred de Middlesex. En 1894, Wembley et Harrow se sont séparés, créant une nouvelle commune et un quartier urbain avec Alperton, Preston, North Wembley, South Wembley, South Kenton, Tokyngton, Sudbury, Wembley Park et Northwick Park inclus dedans. Le quartier urbain avait la commune de Kingsbury inclus jusqu’à 1901 et puis encore une fois de 1934.
En 1937, elle était nommée comme la commune municipale de Wembley. Le « headquarter » des centres des pompiers de Middlesex county council était localisé à Harrow Road, il est maintenant un simple centre de pompiers du London fire brigade. Wembley town hall sur Forty Lane, créé en 1938, est devenu Brent Town Hall lorsque la commune municipale de Wembley et Willesden a été aménagée en 1965 pour former le London Borough of Brent et transféré a Greater London. Depuis les élections de 2010, Brent council est contrôlé par Le « Labour party ».

## Géographie
Depuis le XIXe siècle, Wembley faisait partie de la zone rurale et du secteur qui contient un grand nombre d’espaces verts. Ceci comporte Barham Park (10,5 hectares) dans Sudbury Town, le roi Édouard VII Park, établi en 1914 derrière la rue principale (10,5 hectares), et Sudbury Green. Les espaces moins aménagés comprennent Frayent Country Park, Barn Hill (19,87 hectares), et le terrain de sport dans Vale Farm (30 hectares). Brent river park ou le terrain de récréation de Torkington (20,26 hectares) a été récemment restauré, en transformant la rivière avec un trajet plus naturel.
Elle passe dans les environs du terrain de golf de Sudbury puis se rejoint au Grand Union Canal, avec son halage qui poursuit jusqu’au centre de Londres. Le Sudbury Squash et le club de tennis a un court de tennis extérieur, un terrain de squash intérieur, et un pavillon. Wembley est près du réservoir Welsh Harp et un terrain libre, créé dans les débuts du XIXe siècle en utilisant l’eau de la rivière Brent pour fournir de l’eau pour le Grand union Canal.
L’endroit est identifié dans le plan du maire de Londres comme l’un des 35 centres majeur du grand Londres.
Wembley est composé de six secteurs : Wembley Central, Alperton, Tokyngton, Barnhill, Preston, et Sudbury. La ville prend le quart sud-ouest de la commune de Brent, en étant l’ouest de Kilburn et le sud de Kenton. Il est aussi à l’est de Northolt dans la commune voisine du « London borough of Ealing ».

## Code postal

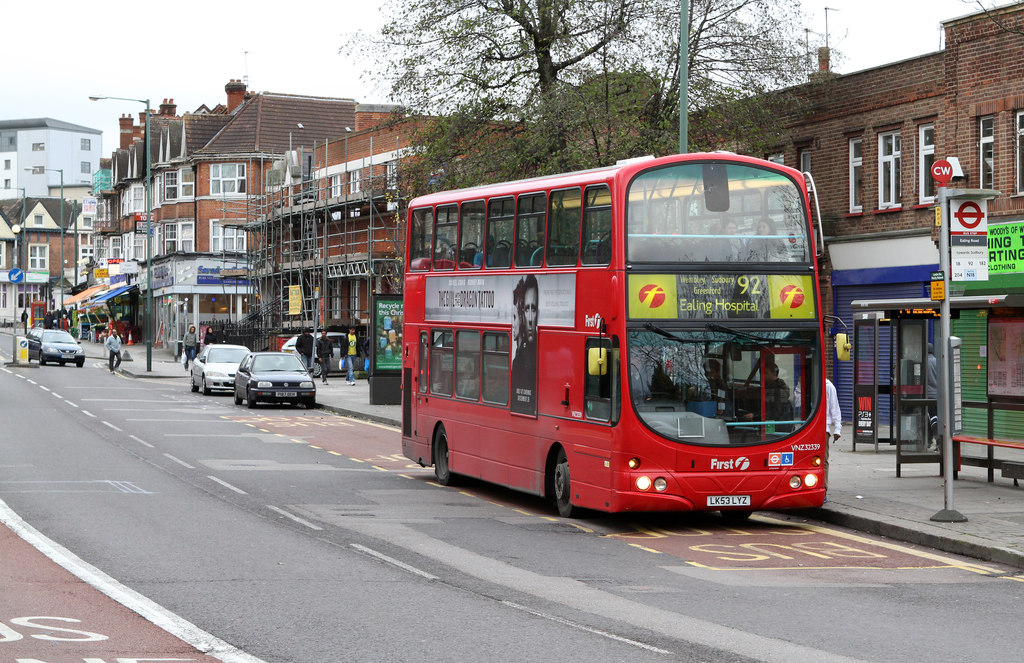
Western section of High Road.

Wembley fait partie des codes postaux HA0 et HA9, et il a son propre code postal. Ceci comprend Alperton, Preston, Wembley du Nord, le sud de Alperton, Torkington, et Wembley Park et une partie de Sudbury et Northwick Park.

## Économie
Le plus grand centre de shopping était centré dans Wembley high road, Central square et Ealing road. En 1971, la rue principale était vue comme le 11e meilleur endroit pour faire ses achats dans Londres. Mais, en 1987 sa place tombe jusqu’au 24e place. Ealing road reste important comme le centre des bijouteries au sud d’Asie et magasins d’or, qui attire la population jusqu’à Leicester, mais autrement la concentration sur le shopping s’est décalé du Nord vers l’est du « London designer Outlet » dans Wembley Park.
Le service de vente Air France-KLM (« European Sales and Service Centre ») est situé à Wembley.

## Modernisation

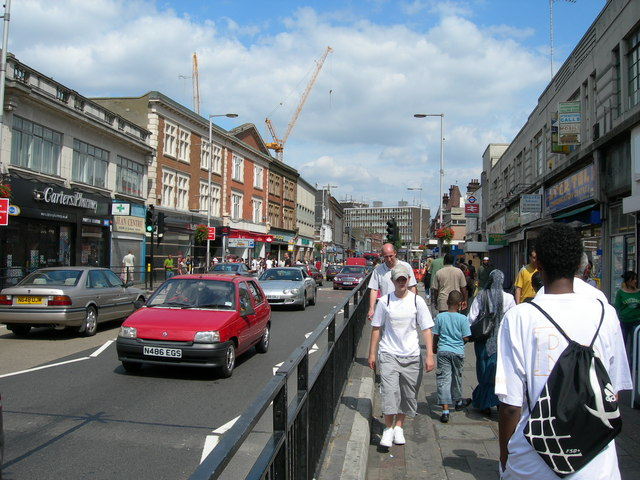
vue de High Road, près de la gare locale, en direction de l'est.

Des lieux modernisés, un des projets de développement majeurs dans Londres dans le début du XXIe siècle.
Le projet de modernisation est concentré sur le site développé en premier par sir Edward Watkin comme un terrain de loisir dans les années 1980, et puis il est utilisé pour l’exposition de l’Empire de 1924-1925. Ce lieu inclut le stade de Wembley et la Wembley Arena. Le stade de 1923 fermé en octobre 2000 et a été démoli en 2003. Le nouveau stade de Wembley a été conçu par un consortium qui inclut aussi l'ingénierie consultant Mott MacDonald et construit par une firme australienne, Multiplex. Il coûte £798 millions et ouvre en 2007. L’arène de Wembley, maintenant le « SSE Arena », a été méticuleusement rénové en gardant le style art-déco.
En 2004 le « Brent council » accepte un plan de Buro Happold pour le développement de 55 acres (223 000 m2) adjacents au stade, qui était présenté par « Quitain Limited. Il est envisagé que tout l’ancien site du « British Empire Exhibition » soit développé à nouveau. En même temps le « Brent council » encourage le re-développement de la « Wembley town centre » voisine, un lieu aux environs de la route principale.

## Sports et loisirs

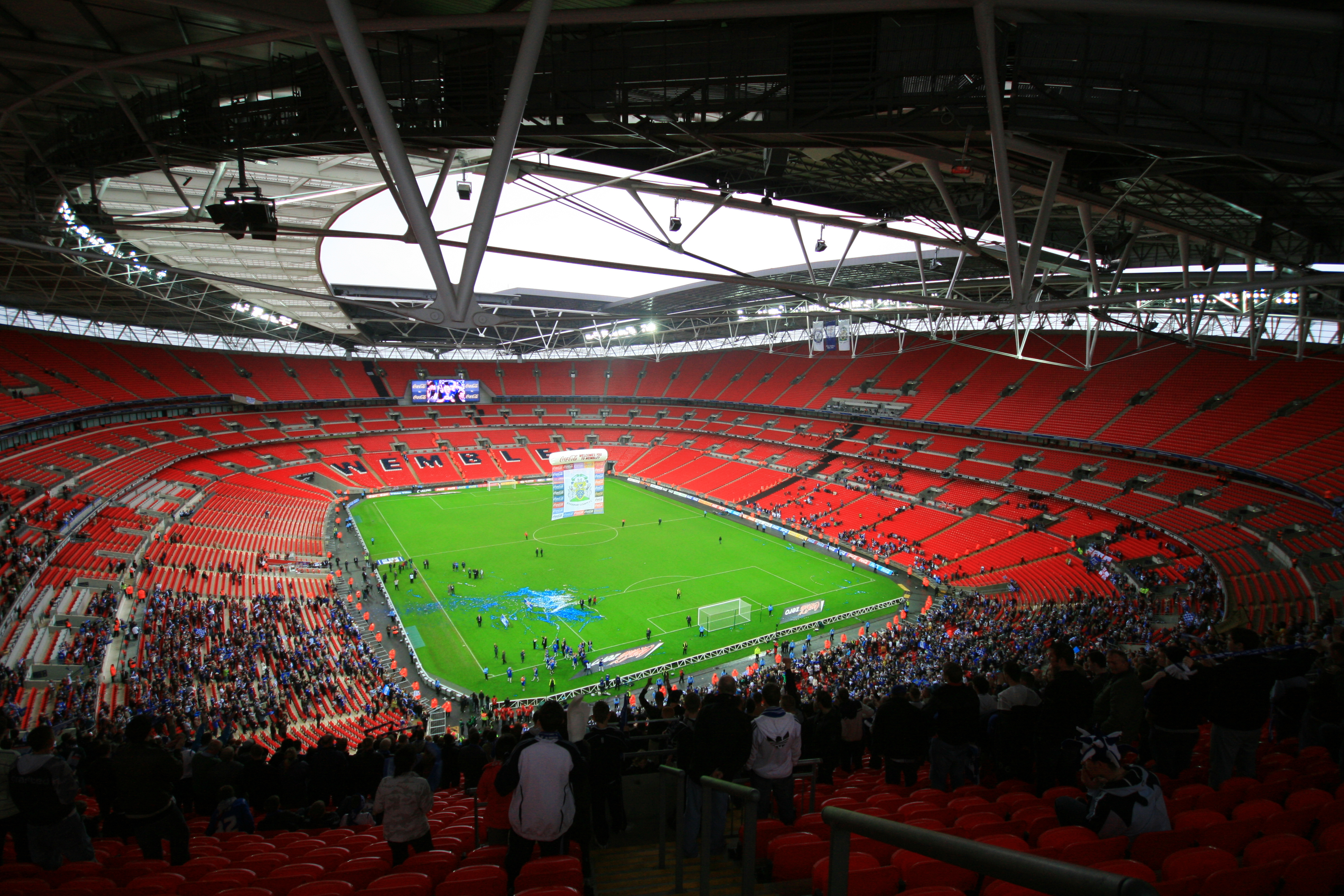
Stade de Wembley.

Wembley a deux clubs locaux hors league de football, Wembley F.C. et Sud Kilburn F.C., qui jouent tous les deux au stade de Vale Farm en championnat amateur, qui se situe près de Sudbury.
Il y avait deux clubs de golf dans Wembley, Le club de golf de Wembley, fondé en 1896. Il était situé au nord de la ligne de chemin de fer la Metropolitan, une ligne qui est maintenant le parc de Fryent country. Le club fut fermé à la fin des années 1920. Wembley Park Golf Club fut fondé en 1912 dans le Sir Edward Wantin Wembley Park parc de loisirs.